# Bakary Sako
Bakary Sako (Párizs, 1988. április 26. –) mali válogatott labdarúgó.

## Sikerei, díjai
Wolverhampton Wanderers
- Angol harmadosztály győztese (1): 2013–14